# Margaret Berger
Margaret Berger (født 11. oktober 1985 i Trondheim) er en norsk sangerinde der repræsenterede Norge til Eurovision Song Contest 2013 i Malmø, Sverige, med sangen "I Feed you My Love".